# Luna (banda)
Luna es una banda de indie pop formada en 1991 por el guitarrista y cantante Dean Wareham (exmiembro de Galaxie 500), con Stanley Demeski (exmiembro de The Feelies) en batería y Justin Harwood (exmiembro de la banda neozelandesa The Chills) en bajo. La banda anunció su intención de separarse a finales de 2004 y se separó después de su último concierto en el Bowery Ballroom de Nueva York, el 28 de febrero de 2005. 
La alineación original fue extendida con la incorporación del guitarrista Sean Eden para Bewitched, el segundo álbum de la banda en 1994. En 1997 Demeski dejó la banda y fue reemplazado por Lee Wall y en 2000 el que dejó la banda fue Justin Harwood, siendo reemplazado por Britta Phillips, quien posteriormente se vio involucrada sentimentalmente con Dean Wareham. La banda se reunió en 2015. Continuaron realizando presentaciones hasta 2023.

## Historia
En 1991, después del final de la gira de Galaxie 500 por los Estados Unidos, en las que la banda actuaba como grupo soporte de Cocteau Twins, Dean Wareham dejó la banda, y posteriormente consiguió un contrato discográfico para grabar un demo con Elektra Records y grabó varios tracks con Jimmy Chambers, baterista de Mercury Rev. Algunas de estas canciones fueron lanzadas posteriormente en el sencillo Anesthesia (en los Estados Unidos) y en el disco Dean Wareham (en el Reino Unido).
El vicepresidente de Elektra, Terry Tolkin, quedó impresionado con el demo, así Dean consiguió un contrato de grabación con la compañía y empezó a formar una banda, para la cual convocó al bajista Justin Harwood, a quien había conocido en la época en la que Harwood tocaba en la banda The Chills, y al baterista Byron Guthrie. El trío grabó algunos otros demos (producidos por Dave Fridmann) e hizo algunos shows en vivo con Grashopper, el guitarrista de Mercury Rev, como invitado. Guthrie fue reemplazado por Stanley Demeski, exbaterista de The Feelies, y con esta alineación el grupo grabó su primer álbum, Lunapark, producido por Fred Maher y lanzado por Elektra en 1992.
Poco después del lanzamiento del álbum, la banda colocó un anunció en el periódico The Village Voice buscando un guitarrista. La búsqueda llevó a que el canadiense Sean Eden se integrara a la banda. El entonces cuarteto, entró al estudio y grabó algunos covers que se convertirían en el EP Slide. Una vez finalizada la grabación, en el Invierno de 1993, la banda logró un lugar como grupo soporte en la gira por Europa de The Velvet Underground, que marcaba el regreso de la alineación original de la banda después de casi 25 años.  Después de la gira grabaron Bewitched, su segundo álbum, el cual fue grabado en la ciudad de Nueva York y fue producido conjuntamente por la banda y Victor Van-Vugt. El álbum fue lanzado en 1994 y contó con la participación del guitarrista de Velvet Underground, Sterling Morrison, en dos de las pistas.
En 1995, la banda grabó en Sorcerer Sound Studio en Nueva York, su tercer álbum, Penthouse, producido por Patrick McCarthy. El álbum contó con la participación del legendario guitarrista de Television, Tom Verlaine, como invitado en los tracks Moon Palace y 23 Minutes in Brussels. El álbum fue lanzado en agosto de 1995 y fue aclamado por la crítica, siendo declarado por la revista Rolling Stone como uno de los álbumes esenciales de la década del 90.
El álbum presentaba como track oculto, un cover de Bonnie and Clyde de Serge Gainsbourg, la cual era interpretada a dúo por Wareham y Laetitia Sadier de Stereolab. La canción fue lanzada como sencillo en el Reino Unido y fue nombrada por la revista Melody Maker como sencillo de la semana.

## Discografía

### Álbumes
- Lunapark (1992)
- Bewitched (1994)
- Penthouse (1995)
- Pup Tent (1997)
- The Days of Our Nights (1999)
- Luna Live (2001)
- Romántica (2002)
- Rendezvous (2004)
- Best of Luna (2006)
- A Sentimental Education (2017)

### EP
- Slide (1993)
- EP (1996)
- EP  (1997)
- Close Cover Before Striking (2002)
- A Place Of Greater Safety (2017)
- Postscripts (2019)

### Singles
- This Time Around
- Chinatown (1995)
- Hedgehog/23 Minutes in Brussels/No Regrets/Happy New Year (1995)
- Bonnie & Clyde/Chinatown/Thank You For Sending me an Angel(1995)
- Bonnie & Clyde/Chinatown  (1995)
- Season of the Witch(1996)
- Season of the Witch/Indian Summer/Lost in Space/23 Minutes in Brussels  (1996)
- Bobby Peru/Audio Biography  (1997)
- IHOP/Fuzzy Wuzzy/Words without Wrinkles  (1997)
- Bobby Peru/In the Flesh/Beggar's Bliss/Bob le Flambeur  (1997)
- Hedgehog/23 Minutes in Brussels  (1997)
- Beautiful View/Bobby Peru/California (1998)
- Superfreaky Memories/Neon Lights/the Bad Vibe Merchant  (1999)
- Lovedust/Black Postcards/Only Women Bleed  (2002)
- Speedbumps/Astronaut/Eyes in my smoke (2004)

### DVD
- Tell Me Do You Miss Me (2006)

### Apariciones en Bandas Sonoras
- Irma Vep (1996)
- Yo disparé a Andy Warhol (1996)
- Mr. Jealousy (1997)
- Thursday (1998)
- Kill Me Later (2001)
- Sideways (2004)